# Zülpich
Tolbiacum, Tolbiac
Pour les articles homonymes, voir Tolbiac.
Zülpich, ou encore Tolbiac, est une ville de Rhénanie-du-Nord-Westphalie (Allemagne), située dans l'arrondissement d'Euskirchen, dans le district de Cologne, dans le Landschaftsverband de Rhénanie.
Peuplée d'environ 20 000 habitants, elle est située à 32 km à l'ouest du centre-ville de Bonn, à 35 km au sud-ouest du centre de Cologne, à 41 km à l'est du centre d'Aix-la-Chapelle et à 17 km au sud-est de Düren.
Son nom latin était Tolbiacum, autrement dit Tolbiac, ville de l'ancienne Gaule, célèbre pour la bataille de Tolbiac (496), remportée par Clovis Ier sur les Alamans.
Une autre bataille de Tolbiac (612) opposa Thibert II, roi d’Austrasie, à Thierry II, roi de Bourgogne.

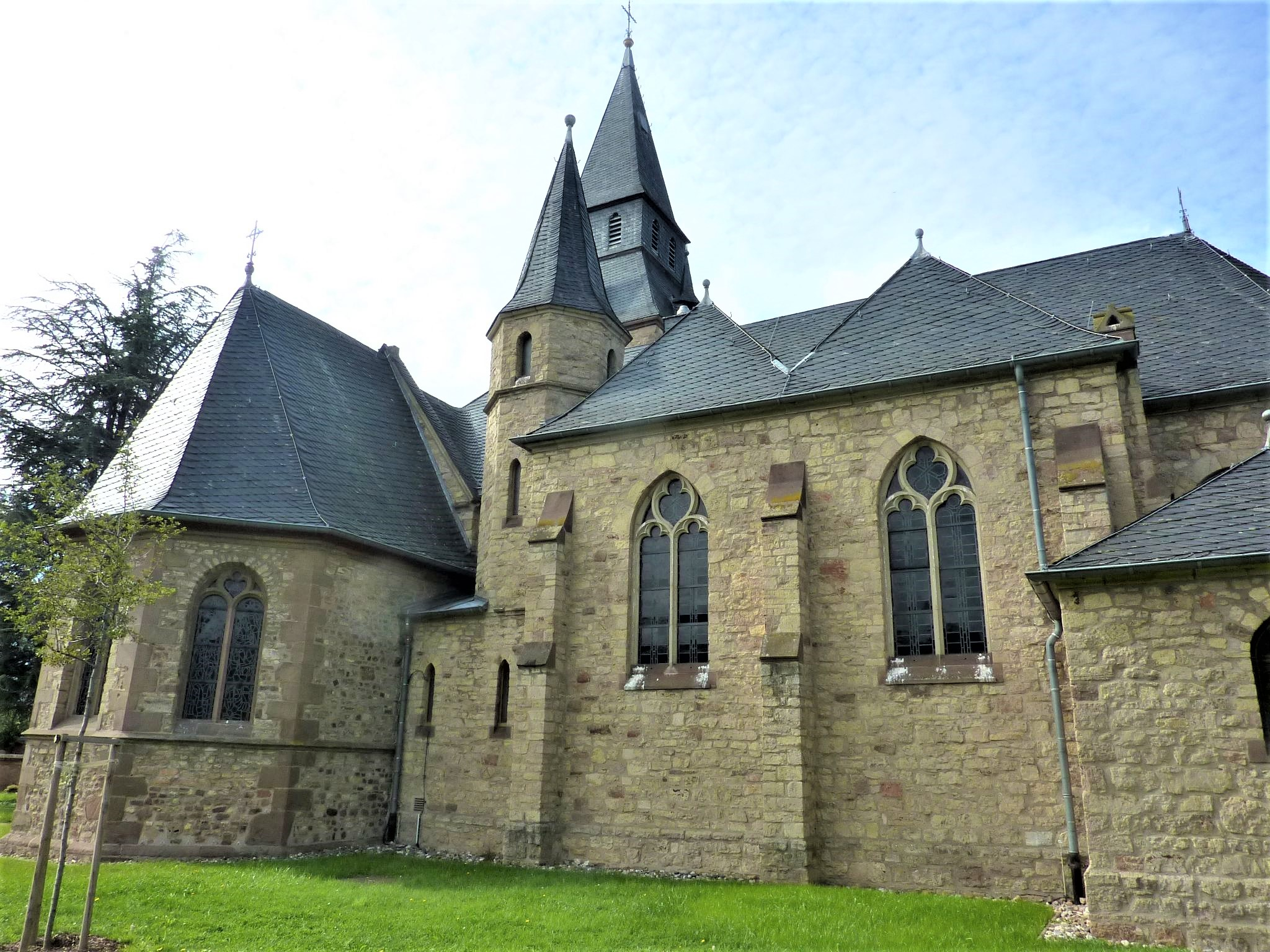
Saint Gereon.

## Jumelages
Blaye (France)

## Histoire
| Appartenances historiques Électorat de Cologne 953-1797 République cisrhénane (Roer) 1797-1802 République française (Roer) 1802-1804 Empire français (Roer) 1804-1813 Royaume de Prusse (Province de Juliers-Clèves-Berg) 1815-1822 Royaume de Prusse (Province de Rhénanie) 1822-1918 République de Weimar 1918-1933 Reich allemand 1933-1945 Allemagne occupée 1945-1949 Allemagne 1949-présent |

Les premières traces d'occupation humaines sur le site datent du néolithique.
La première muraille fut érigée au IVe siècle. Une nouvelle construction la remplace en 1285, puis une autre encore au début du XVe siècle, avec de plus l'ajout d'un château.
- la bataille de Tolbiac (496), victoire de Clovis Ier sur les Alamans,
- la bataille de Tolbiac (612), victoire de Thierry II, roi de Bourgogne, sur Thibert II, roi d’Austrasie.

En 881, la ville fut détruite par un raid de Vikings.
Elle est reliée au réseau ferré allemand en 1864.
Elle est en grande partie détruite par un bombardement allié le 24 décembre 1944 (Seconde Guerre mondiale).